# Lars Hesslind
Lars Hesslind, född 10 oktober 1935 i Göteborg, död 16 mars 2010, var en svensk författare, folkbildare och debattör samt rektor för Författarskolan i Marstrand. Lars Hesslind föddes i Masthugget i Göteborg och växte upp i ett fattigt arbetarkvarter i de västra stadsdelarna. Familjen bodde i ett så kallat barnrikehus i Sandarna, vilket har satt spår i Hesslinds författarskap.
Som femtonåring fick han kontakt med kulturföreningen Studio Paravan i början av 1950-talet, där bland andra Karl-Axel Häglund, Evert Lundström, Kent Andersson, Bengt Anderberg och Peter Weiss var verksamma. Paravangruppens medlemmar betydde mycket för hans utveckling som författare.
Han utbildade sig på Netzlers Tekniska Instituts kvällsskola till kemiingenjör och arbetade parallellt med författarskapet som serviceingenjör inom färgindustrin innan han blev författare på heltid 1976. Han spelade även kontrabas i den legendariska jazzorkestern Landala Red Hot Stompers från Göteborg under 1950-talet.
Förutom författarskapet var Lars Hesslind djupt engagerad i problemen runt barns läs- och språkhandikapp. Han har skrivit flera böcker i ämnet grundade på egna undersökningar med mellanstadiebarn. Hans idéer och slutsatser har satt djupa spår i skolans och förskolans arbete med barnen och språket genom åren.
Lars Hesslind startade Författarskolan på Marstrand 1983 och var sedan dess sommarskolans rektor. Författarskolan höll även årliga skrivarkurser på ön Isla Margarita, Venezuela under vinterhalvåret. 1993 tilldelades Lars Hesslind SCIRA:s hedersdiplom (Swedish Council of International Reading Association). SCIRA är anslutet till Unesco och diplomet tilldelas person som gjort stor insats för att främja läsning i landet.
Hesslind avled i sviterna av en hjärtinfarkt under förberedelserna inför en av skrivarkurserna på ön Isla Margarita utanför Venezuela våren 2010.

## Böcker
- Ballong i topp (1973)
- Sista Minuten (1974)
- Styv Kuling (1975)
- Uppdrag Pater Noster (1975)
- Punkt nio (1976)
- Nalle Hemlös (1977)
- Kontringen (1979)
- Lina och Tampen seglar till Fyrmorfar (1980)
- Nalle Hemlös vilda sjöäventyr (1981)
- Grävlingarna (1985)
- Stormvarning (1987)
- Befriaren (1984)
- Samtal med en kakelvägg (1988)
- De olydiga (1989)
- Om Kärlek (1989)
- Med andra ögon (1989), antologi
- Vem älskar Valfrid
- Halta Pegasens ägg (1993)
- Lars Hesslinds Författarskola (1996) CD-ROM
- Tango för trasiga (2003)
- Vid ytterskären (2003) antologi
- Älska mej din jävel (2008) biografiroman

### Dramatik
- 1980 Styv kuling, TV-serie i sju avsnitt
- 1981 Dyningar från Westkest, kabaré
- 1985 Förrädaren, Bygdespel
- 1988 Ta honom verbalt, TV-produktion
- 1989 Kärleksprojektet, Teaterpjäs
- 1989 Tegelbruksmorden, Teaterpjäs
- 1992 Kabaré Garderob Hazard
- 1994 Biälskaren, Radiopjäs
- 1995 Nya Kabaré Garderob Hazard med Glenn
- 1996 Kärleksprojektet, Libretto, Jazzopera
- 1997 Måsen som håller truten, Barnpjäs
- 1998 De leende orden, kabaré
- 1999 Extraknäcket, radiopjäs
- 2002 Welcome to Russia, filmmanus

### Musikproduktion
- 1999 De leende orden, cd med 12 visor (Text: Lars Hesslind, sång: Sinikka Thörn, musik: Elisabeth Engdahl)